# تاريخ باراغواي
تاريخ الباراغواي هو نتيجة التطور والتفاعل بين الثقافات المختلفة للشعوب الأصلية المقيمة في الباراغواي والمهاجرين من وراء البحار، والذين شكلوا سويًا الباراغواي المعاصرة. تحتفل باراغواي بيوم استقلالها في الخامس عشر من مايو منذ عام 1811 حتى اليوم.
كتب وليام إي. باريت: «باراغواي بلد عجيب. هي ثاني أصغر بلد في القارة الأمريكية (وفقًا لعام 1952)، وهي أولى دول المستوطنات المجتمعية المحلية الأمريكية، وأولى دول القارة الأمريكية التي يحكمها دكتاتور مطلق (بالمعنى المعاصر لهذا التعبير)».

## لمحة عامة
وصل أوائل الإسبان إلى هذه المنطقة في بدايات القرن السادس عشر كجزء من رحلات استعمارية أدت إلى تشكيل الإمبراطورية الإسبانية العالمية. شكل الشباب الذكور غالبية المشاركين في هذه الرحلات، إذ لم تشارك أي امرأة أوروبية تقريبًا في رحلة استعمارية وراء المحيط. تزوج هؤلاء المهاجرون من النساء المحليات، ما أدى إلى تكوين جيل جديد مختلط (ميستيثو) وفئة الكريول المولودين محليًا من آباء أجانب. تحدث الأطفال لغات أمهاتهم الأصلية لكنهم نشؤوا متأثرين بالثقافة الإسبانية الكاثوليكية.
اتصف تاريخ باراغواي الاستعماري بالهدوء العام الذي تخللته بعض الاضطرابات السياسية. بسبب الاقتصاد البدائي في ذلك الوقت، كانت الباراغواي قليلة الأهمية بالنسبة إلى العرش الإسباني، كما أن البعد بين أسونسيون والمدن الساحلية في المنطقة والمدن الجديدة الأخرى في القارة الأمريكية الجنوبية شكلت أسبابًا إضافية لعزلة الباراغواي.
في الرابع عشر أو الخامس عشر (حسب الروايات المختلفة) من مايو عام 1811، أعلنت الباراغواي استقلالها عن إسبانيا. منذ ذلك الوقت عاشت البلاد تاريخًا من الحكومات الدكتاتورية، من النظام اليوتوبي لخوسيه رودريغيز غاسبار دي فرانسيا (الملقب إل سوبريمو أي القائد الأعلى) إلى الحكم الانتحاري لفرانسيسكو سولانو لوبيز الذي دمر البلاد تقريبًا في الحرب التي خاضها ضد القوات المجتمعة للبرازيل والأرجنتين والأرغواي منذ عام 1865 حتى 1870. انتهت حرب الباراغواي بأعداد هائلة من الخسائر البشرية في الباراغواي، والتنازل عن مساحات واسعة من الأراضي لصالح الأرجنتين والبرازيل. شكلت الأمة بعد الحرب نظامًا سياسيًا ثنائي الأحزاب (كولورادو ضد الليبرالي) سيطر عليه فيما بعد حزب كولورادو بشكل كلي، ولم يتحول إلى نظام متعدد الأحزاب إلا منذ فترة وجيزة.
بعد فترة من الاضطراب السياسي خلال العقود الثلاثة الأولى من القرن العشرين، دخلت الباراغواي في حرب تشاكو مع بوليفيا بهدف السيطرة على منطقة تشاكو. بين عامي 1932 و1935 سقط نحو 30,000 باراغواياني و65,000 بوليفي ضحية لهذه الحرب.
بين عامي 1870 و 1954، حكم الباراغواي 44 رئيسًا، أُجبر 24 منهم على التنحي في انقلابات عسكرية. في عام 1954 وصل الجنرال ألفريدو سترويسنر إلى السلطة وبقي فيها بمساعدة حزب كولورادو حتى عام 1989.
بالرغم من أن الصراعات العرقية المعرقلة للتطور الاجتماعي والاقتصادي كانت شبه معدومة في الباراغواي، كان هناك صراع اجتماعي ناتج عن نقص التوظيف والتفاوت الاقتصادي الهائل بين الأغنياء والفقراء الذين كانوا بمعظمهم من سكان القرى. حدثت خطوات إيجابية عديدة لتصحيح هذه الفوارق منذ عزل سترويسنر عام 1989، واحتلال الفلاحين لآلاف الفدادين من الأراضي التي استخدموها من أجل زراعة مقومات العيش الغذائية. يتجه النظام السياسي للبلاد نحو الوصول إلى ديمقراطية فعالة كليًا، لكن الأعراف السائدة من البنى المؤسساتية المتراتبة سياسيًا والمكافآت السخية على التحيزات السياسية بقيت سائدة.

## الشعوب الأصلية
كان الجزء الشرقي من باراغواي الحالية محتلًا من قبل شعوب غواراني لمدة 1000 سنة على الأقل قبل الغزو الإسباني للأمريكتين. تشير الأدلة إلى أن هذه الشعوب الأمريكية الأصلية طورت حضارة معقدة إلى حد ما نصف بدوية متصفة بالكثير من القبائل متعددة اللغات، والتي احتلت كلًا منها عدة مجتمعات مستقلة متعددة القرى.
كان الغواراني والكاريو والتابيه والإيتاتين والغواراخو والتوبي وعدد من المجموعات الفرعية الأخرى أشخاصًا كرماء سكنوا مساحة واسعة ممتدة من مرتفعات غيانا في البرازيل حتى نهر الأرغواي. كان شعب غواراني محاطًا بالقبائل المعادية، وكانوا يعيشون حروبًا متكررة. اعتقدوا أن وجود زوجة ثابتة هو أمر غير ملائم بالنسبة إلى المحاربين، لذلك كانت علاقاتهم الزوجية متفككة. مارست بعض القبائل الزواج التعددي الهادف إلى زيادة عدد الأبناء. كثيرًا ما كان زعماء القبائل يملكون من 20 إلى 30 محظية يشاركونها مع الزوار، لكنهم عاملوا زوجاتهم بشكل جيد. في الوقت ذاته كثيرًا ما عاقبوا الزناة المتزوجين بالقتل. كما هو حال القبائل الأخرى في المنطقة، كان شعب غواراني من أكلة لحوم البشر. كان أفراد هذه القبائل يأكلون أكثر أسرى أعدائهم شجاعة كطقس من طقوس الحرب بغية الحصول على الشجاعة والقوة من جثث الضحايا. استقبل الغواراني الإسبانيين وتطلعوا إليهم للحماية من القبائل المجاورة العدوانية، كما أملوا أن يقودهم الإسبان في حرب ضد شعب الإنكا.
لم تكن جميع مجموعات السكان المحليين ودودة ومضيافة مثل غواراني، إذ قاومت مجموعات شعب غران تشاكو مثل باياغوا (التي اقتُبس منها اسم باراغواي) وغياكورو وإمبايا وآبيبون وموكوبي وتشيريغوانو الاستعمار الأوروبي. ذكر المسافرون في منطقة تشاكو أن السكان الأصليين هناك كانوا قادرين على الوصول إلى سرعات خارقة في الجري، كما تمكنوا من ترويض الأحصنة البرية وامتطائها بالسرعة القصوى، وحتى صيد الغزلان بأيديهم العزلاء.

### المستكشفون والغزاة الأوائل
يأتي معظم التاريخ المكتوب الباكر للباراغواي من سجلات الاستعمار الإسباني، بدءًا من عام 1516 ورحلة خوان دياز دي سوليس الفاشلة إلى نهر ريو دي لا بلاتا. في رحلة العودة وبعد مقتل سوليس، تحطمت إحدى السفن مقابل جزيرة سانتا كاترينا قرب الساحل البرازيلي. من بين النجاة كان هناك المغامر البرتغالي أليكسو غارسيا الذي امتلك معرفة عملية بلغة غواراني. كان غارسيا مهتمًا بقصص «الملك الأبيض» الذي يفترض أنه عاش بعيدًا باتجاه الغرب وحكم مدنًا فاحشة الثراء بالغة العظمة. طوال مدة ثمان سنوات تقريبًا جمع غارسيا الرجال والعتاد من أجل الذهاب في رحلة نحو عمق البلاد، فيما بعد قاد مجموعة من الرفاق الأوروبيين لغزو ونهب ممتلكات الملك الأبيض المزعوم.
اكتشفت مجموعة غارسيا شلالات إغوازو ثم عبرت نهر بارانا ووصلت إلى موقع أسونسيون -الذي أصبح عاصمة البلاد في المستقبل- قبل تأسيسها بثلاثة عشر عامًا. حاول عبور منطقة غران تشاكو ليخترق في النهاية الحدود الخارجية لإمبراطورية الإنكا. بعد مقتل غارسيا على يد حلفائه الهنود، وصلت أخبار غزوته إلى المستكشفين الإسبان على الساحل. جُذب المستكشف الإسباني سيباستيان كابوت إلى نهر باراغواي بعد ذلك بسنتين. كان كابوت مبحرًا إلى الشرق عام 1526 عندما سمع بمغامرات غارسيا. قرر أن نهر دي سوليس قد يمثل مدخلًا أسهل إلى المحيط الهادئ، لذلك أصبح أول أوروبي يستكشف مصب هذا النهر طمعًا منه في الحصول على ثروات البيرو.
بعد أن ترك قوة صغيرة في الساحل الشمالي للمصب العريض، تابع كابوت صعودًا في نهر بارانا لنحو 160 كيلومترًا، حيث وجد مستعمرة دعاها باسم سانكتي سبيريتو أو الروح القدس. تابع الصعود لـ 800 كيلومتر أخرى متجاوزًا نقطة الالتقاء مع نهر باراغواي. عندما أصبح التوجه صعبًا، عاد كابوت أدراجه بعد أن حصل على أدوات فضية قال الهنود إنها قادمة من أرض في الغرب البعيد. تقفى كابوت طريقه مرة أخرى على نهر بارانا ودخل نهر باراغواي. لدى إبحاره صعودًا في النهر، تاجر كابوت ورجاله بحرية مع أفراد قبائل غواراني إلى أن واجه هجومًا من قوة كبيرة عائدة لهنود آغاسيس. على بعد نحو أربعين كيلومترًا أدنى من موقع أسونسيون، التقى كابوت قبيلة من غواراني تملك عددًا من الأدوات الفضية التي قد تكون بعض غنائم كنز غارسيا. متخيلًا أنه وجد الطريق إلى ثروات البيرو، دعا كابوت هذا النهر باسم ريو دي لا بلاتا الذي يعني «نهر الفضة».
عاد كابوت إلى إسبانيا في عام 1530 وأخبر الإمبراطور كارلوس الخامس (1519 – 1556) باكتشافاته. أعطى كارلوس الإذن إلى الدون بيدرو دي ميندوزا بقيادة رحلة إلى حوض نهر بلاتا. كما عين ميندوزا كحاكم لإقليم الأندلس الجديدة ومنحه الحق في تعيين ولي عهده هناك. أثبت ميندوزا -الذي كان رجلًا مريضًا ومضطربًا نفسيًا- أنه عديم الفائدة كقائد، إذ كادت وحشيته أن تودي بالرحلة. فموقع المستعمرة الذي اختار ميندوزا الاستقرار فيه كأول مستعمرة إسبانية في أمريكا الجنوبية هو أسوأ مكان ممكن على الإطلاق، في فبراير عام 1536 بنى ميندوزا حصنًا في مكان سيئ المرسى على الجانب الجنوبي من مصب نهر بلاتا في سهل مقفر عاصف غير محمي لا تنمو فيه أي شجرة أو نبتة. كان هذا المكان مغبرًا في الموسم الجاف، ليتحول إلى مستنقع في موسم الأمطار، كما كانت تسكنه قبيلة كيراندي التي قاومت الإسبان بضراوة. متجاهلين كل هذه الظروف السيئة، استقر الإسبان في هذه النقطة ودعوها باسم بوينس آيرس أي ’الهواء اللطيف’.
في ذلك الوقت، عاد نائب ميندوزا خوان دي آيولاس الذي كان قد أُرسل في مهمة استطلاعية على مدى النهر جالبًا معه كمية من الذرة وأخبارًا بأن قلعة كابوت في سانكتي سبيريتو أصبحت مهجورة. أرسل ميندوزا آيولاس للبحث عن طريق مناسب إلى البيرو، وهكذا أبحر آيولاس مرة أخرى صعودًا في المخر برفقة دومينغو مارتينيز دي إيرالا حتى وصلا إلى خليج صغير على نهر باراغواي، والذي دعياه باسم كاناديلاريا الذي أصبح اليوم معروفًا باسم فويرتي أوليمبو. انطلق آيولاس برفقة نائبه إيرالا إلى الأدغال ولم يره أحد مرة أخرى.
بعد عودة ميندوزا بشكل مفاجئ إلى إسبانيا، استكشف فردان آخران من الرحلة هما خوان دي سالازار دي إسبينوزا وغونزالو دي ميندوزا نهر باراغواي والتقيا مع إيرالا الذي تركاه بعد فترة قصيرة. أبحر سالازار وميندوزا ثانية مع جريان النهر، وتوقفا في مكان جيد المرسى. بدأ الإسبان ببناء حصن في الخامس عشر من أغسطس عام 1537 تاريخ وليمة يوم انتقال العذراء، لذلك دعيت النقطة باسم أسونسيون (أي الانتقال).
خلال 20 عامًا، وصل عدد سكان المدينة الجديدة إلى 1500 ساكن، وأصبحت أسونسيون مركزًا تجاريًا لنقل الفضة بين القارات على الطريق بين البيرو وأوروبا. أصبحت أسونسيون مركز المقاطعة الإسبانية التي جمعت مساحات شاسعة في وسط أمريكا الجنوبية، والتي دعيت باسم المقاطعة الهندية العملاقة. كانت أسونسيون أيضًا قاعدة لاستعمار هذا الجزء من أمريكا الجنوبية، إذ انتقل الإسبان باتجاه الشمال الغربي عبر الأدغال لتأسيس سانتا كروز في دولة بوليفيا حاليًا، وباتجاه الشرق لاحتلال بقية باراغواي الحالية، وإلى الجنوب على امتداد النهر من أجل إعادة تأسيس بوينس آيرس، والتي تركها سكانها عام 1541 للانتقال إلى أسونسيون.

### المستعمرة الفتية
أدت الأجواء الضبابية التي أحاطت برحيل بيدرو دي ميندوزا إلى قيام شارل الخامس بإصدار تعميم فريد من نوعه في أمريكا اللاتينية الاستعمارية، منح المستعمرين الحق في انتخاب حاكم مقاطعة ريو دي لا بلاتا إما إذا فشل ميندوزا في تعيين خليفة له أو إذا توفي خلفه. انتخب المستعمرون إيرالا حاكمًا بعد ذلك بعامين. شمل نطاق صلاحياته جميع مناطق بارغواي الحالية والأرجنتين وأوروغواي ومعظم تشيلي، بالإضافة إلى أجزاء كبيرة من البرازيل وبوليفيا. أصبحت هذه المقاطعة في عام 1542جزءًا من مملكة نائب الملك الجديد في بيرو، التي اتخذت من ليما مقرًا لها. سيطر الجمهور الملكي في تشاركاس، ومقرهم في الوقت الحاضر سوكري، على الشؤون القانونية للمقاطعة ابتداءً من عام 1559.
حدد حكم إيرالا نمط الشؤون الداخلية لباراغواي حتى الاستقلال. وشمل سكان أسونسيون مهاجرين، معظمهم من الرجال، من فرنسا الحالية وإيطاليا وألمانيا وإنجلترا والبرتغال؛ بالإضافة إلى الإسبان. اختار هذا المجتمع المكون من حوالي 350 رجلًا زوجات وجواري من نساء غواراني؛ وكان لإيرالا وحده 70 جارية، إذ شجع رجاله على الزواج من هنديات والتخلي عن أفكار العودة إلى إسبانيا، وسرعان ما أصبحت باراغواي مستعمرة ميستيشو. وأدى استمرار وصول الأوروبيين إلى تطوير نخبة الكريولو.
انتهى السلام الذي ساد تحت حكم إيرالا عام 1542 عندما عين شارل الخامس ألفار نونييث كابيثا دي فاكا، أحد أشهر الغزاة في عصره، حاكمًا للمقاطعة. وصل كابيثا دي فاكا إلى أسونسيون بعد أن عاش لمدة ثماني سنوات بين سكان فلوريدا الإسبانية الأصليين. وانقسمت مقاطعة ريو دي لا بلاتا، التي تتكون الآن من 800 أوروبي، على الفور تقريبًا إلى فصيلين متحاربين. اتهم أعداء كابيثا دي فاكا الحاكم الجديد بالمحسوبية وعارضوا جهوده لحماية مصالح القبائل الأصلية. حاول كابيثا دي فاكا تهدئة أعدائه من خلال إطلاق رحلة استكشافية إلى غران تشاكو بحثًا عن طريق إلى بيرو، ما أثار هذا حفيظة قبائل غران تشاكو لدرجة أنها بدأت حربًا استمرت لعامين ضد المستعمرة وهددت بقاءها. أسر المستوطنون كابيثا دي فاكا في أولى ثورات المستعمرة ضد التاج، وأعادوه إلى إسبانيا مقيدًا، وأعادوا الحكم إلى إيرالا.
لم يحدث أي انقطاع إضافي في حكم إيرالا حتى وفاته عام 1556، وكانت فترة حكمه واحدةَ من أكثر الأمور إنسانيةً في العالم الجديد الإسباني في ذلك الوقت، وشهدت انتقال المستوطنين من غزاة إلى ملاك أراضي. وحافظ إيرالا على علاقات جيدة مع غواراني، وقام بتهدئة القبائل المعادية، واستكشف غران تشاكو، وبدأ علاقات تجارية مع بيرو. وشجع على البدء بصناعة النسيج وإدخال الماشية التي ازدهرت في التلال والمروج الخصبة في البلاد. وصل الأب بيدرو فرنانديز دي لا توري في 2 أبريل 1556، كأول أسقف لأسونسيون، بمناسبة التأسيس الرسمي للكنيسة الرومانية الكاثوليكية في باراغواي، وأشرف إيرالا على بناء الكاتدرائية وكنيستين وثلاثة أديرة ومدرستين.
استفز إيرالا الشعوب الأصلية في نهاية المطاف، ورضخ في السنوات الأخيرة من حياته لضغوط المستوطنين وأسس نظام الإقطاعية؛ والذي بموجبه حصل المستوطنون الإسبان على ممتلكات من أراضي السكان الأصليين، الذين كانوا يعيشون على هذه الأرض، إلى جانب الحق في العمل والإنتاج. ولكن سرعان ما تدهور نظام إلى عبودية افتراضية، رغم من أنه كان من المتوقع أن يهتم بالاحتياجات الروحية والمادية للسكان الأصليين. قُسم20 ألف من السكان الأصليين بين 320 إقطاعية، ما أشعل ثورةً قبليةً واسعة النطاق بين عامي 1560 و1561.
بدأ عدم الاستقرار السياسي يزعج المستعمرة وأصبحت الثورات شائعةً. ولم يستطع إيرالا فعل الكثير لوقف غارات اللصوص البرتغاليين على طول حدوده الشرقية، نظرًا لمحدودية موارده وقوته البشرية. ترك إيرالا باراغواي للأوروبيين مزدهرةً وفي سلام نسبيًا.

## حقبة الديكتاتورية (1814- 1870)
انتخب الكونجرس عام 1814 خوسيه رودريغيز غاسبار دي فرنسا ليكون الديكتاتور الأعلى لباراغواي بعد السنوات الثورية الأولى. وتطورت باراغواي بشكل مختلف تمامًا عن بلدان أمريكا الجنوبية الأخرى في ظل ديكتاتوريات دي فرنسا بين عامي 1814 و1840؛ وتلاه كارلوس أنطونيو لوبيز (1814-1862) وفرانسيسكو سولانو لوبيز (1862-1870). لقد عززا التنمية الاقتصادية ذات الاكتفاء الذاتي، وملكية الدولة لمعظم الصناعات، وفرضوا درجة عالية من العزلة عن البلدان المجاورة. وتميز نظام عائلة لوبيز بمركزية قاسية في إنتاج وتوزيع البضائع، لم يكن هناك تمييز بين المجالين العام والخاص، وحكمت العائلة البلاد كما لو كانت ملكية كبيرة.

## معرض صور